# Euphilotes battoides
Espèce
Euphilotes battoides est une espèce de papillons de la famille des Lycaenidae, de la sous-famille des Polyommatinae et du genre Euphilotes.

## Dénominations
Euphilotes battoides a été décrit par Hans Hermann Behr en 1867.
Synonyme : Rusticus battoides ; Dyar, 1903.
Des travaux comme ceux de Pratts et Emmel en 1995 ont élevé Euphilotes battoides ancilla, jusqu'alors considérée comme une sous-espèce, au rang d'espèce sous le taxon Euphilotes ancilla

## Noms vernaculaires
Euphilotes battoides se nomme Square-spotted Blue ou Buckwheat Blue en anglais.

## Liste des sous-espèces
Selon Funet (23 janvier 2021) :
- sous-espèce Euphilotes battoides allyni (Shields, 1975)- Californie
- sous-espèce Euphilotes battoides anasazi Scott, 1998 - Nouveau-Mexique
- sous-espèce Euphilotes battoides argocyanea Pratt & Emmel, 1998 - Californie
- sous-espèce Euphilotes battoides battoides (Behr, 1867) - Californie
- sous-espèce Euphilotes battoides fusimaculata Austin, 1998 - Nevada
- sous-espèce Euphilotes battoides mazourka Pratt & Emmel, 1998 - Californie
- sous-espèce Euphilotes battoides panamintensis Pratt & Emmel, 1998 - Californie
- sous-espèce Euphilotes battoides vernalis Pratt & Emmel, 1998 - Californie

## Description
Euphilotes battoides est un très petit papillon d'une envergure de 16 à 17 mm, qui présente et une variabilité et un dimorphisme sexuel : le dessus du mâle est bleu violet à bordure foncée avec ou sans ornementation orange, celui de la femelle est marron souvent orné d'une bande submarginale orange partielle aux postérieures.
Le revers est bleu-gris, orné d'une ligne submarginal de taches et d'une ligne de taches orange aux postérieures,,

### Chenilles
Les chenilles sont de couleur variable jaunâtre, blanchâtre, roses ou marron suivant leur stade.

## Biologie
Les chenilles sont soignées par des fourmis.

### Période de vol et hivernation
Il vole en une génération de mi-avril à août suivant sa résidence et son altitude.
Il hiverne au stade nymphal.

### Plantes hôtes
Les plantes hôtes de sa chenille sont des Eriogonum qui peuvent varier selon les sous-espèces :
- pour Euphilotes battoides battoides, Eriogonum incarnum, Eriogonum lobii var. lobii et Eriogonum polypodum ;
- pour Euphilotes battoides allyni, Eriogonum cinereum, Eriogonum fasciculatum et Eriogonum parvifolium.

## Écologie et distribution
Euphilotes ancilla est présent en Amérique du Nord :
- au Canada, dans le Sud de la Colombie-Britannique ;
- dans l'Ouest des États-Unis, dans les montagnes Rocheuses, dans l'État de Washington, en Idaho, dans l'Ouest du Montana, en Oregon, dans le Nord de l'Utah, au Colorado, en Californie et au Nouveau-Mexique[5].

### Biotope
Il réside dans les prairies, sur les dunes et sur les versants ensoleillés des montagnes Rocheuses.

### Protection
Euphilotes battoides allyni est une espèce figurant dans la liste des espèces en danger (EN).